# Lijst van achtergrondmuziek van Bassie en Adriaan
Dit is een overzicht van de achtergrondmuziek die in de series van Bassie en Adriaan is gebruikt.
Bassie en Adriaan (Bas en Aad van Toor) was van 1976 tot en met 2003 een Nederlands artiestenduo dat bekend werd via de gelijknamige televisieserie (1978-1996), de voorstellingen en de merchandising. De televisieserie was zeer populair en het programma kan nog steeds een van de bekendste Nederlandse kinderseries worden genoemd.

## De plaaggeest(1978)
| Uitvoerder (+ Muziekschrijver) | Titel               | Gebruikt in/bij                                            | Album                    | Opmerkingen                                 |
| ------------------------------ | ------------------- | ---------------------------------------------------------- | ------------------------ | ------------------------------------------- |
| Aad van Toor                   | Diverse deuntjes    | Diverse scenes                                             |                          |                                             |
| Bas van Toor                   | Diverse deuntjes    | Diverse scenes                                             |                          |                                             |
| Rinus van Galen                | Diverse deuntjes    | Diverse scenes                                             |                          |                                             |
| Onbekend                       | Onbekend            | Bassie & Adriaan gaan slapen                               | Onbekend                 |                                             |
| Milton Drake                   | Kiss me sweet       | Droomwereld 'Afwassen'                                     | Music, Music, Music      | Dit nummer is versneld door Rinus van Galen |
| Hans Ehrlinger                 | Ronald The Duck     | De vloer boenen                                            | Retro Movies             |                                             |
| Heinz Hoetter                  | Seaside Arcade      | Adriaan laat zijn kunsten zien in de gymzaal               | All that Jazz            |                                             |
| Franz Josef Zimmermann         | Seaside Arcade      | Adriaan laat zijn kunsten zien in de gymzaal               | All that Jazz            |                                             |
| Francis Coppieters             | Team Play           | Adriaan rent de trappen op en neer in het portiek          | Sports Special           |                                             |
| Francis Coppieters             | Team Play           | Bassie wordt met de heftruck door de Plaaggeest weggereden | Sports Special           |                                             |
| Onbekend                       | Onbekend            | Bassie zit vast met zijn bretels aan de vrachtwagen        | Onbekend                 |                                             |
| Onbekend                       | Onbekend            | Adriaan zit gevangen in het leegstaandhuis                 | Onbekend                 |                                             |
| Georges Chatelain & Hervé Roy  | Madrid Honky Tonk   | Een lekker bordje soep                                     | International Honky Tonk |                                             |
| Georges Chatelain & Hervé Roy  | Madrid Honky Tonk   | Bassie & Adriaan krijgen een maaltijd van de ober          | International Honky Tonk |                                             |
| Georges Chatelain & Hervé Roy  | Madrid Honky Tonk   | Bassie in de badkuip                                       | International Honky Tonk |                                             |
| Georges Chatelain & Hervé Roy  | Madrid Honky Tonk   | Adriaan achtervolgt de Plaaggeest                          | International Honky Tonk |                                             |
| Georges Chatelain & Hervé Roy  | New York Honky Tonk | Adriaan aan de hijskraan                                   | International Honky Tonk | Dit nummer is versneld                      |

## Het geheim van de sleutel(1978-1979)
| Uitvoerder (+ Muziekschrijver)             | Titel                              | Gebruikt in/bij                                                                             | Album                                                                        |
| ------------------------------------------ | ---------------------------------- | ------------------------------------------------------------------------------------------- | ---------------------------------------------------------------------------- |
| Los Pekenikes                              | Musical 2000                       | Achtervolging op circuit                                                                    | 20 grandes èxitos-Los Pekenikes                                              |
| Eumir Deodato (Claude Debussy)             | Prelude To The Afternoon Of A Faun | Bassie op lopende band met koffer                                                           | Prelude (Deodato)                                                            |
| Maurice Jarre                              | Komarovsky with Lara in the hotel  | De boeven hebben een verrassing voor Bassie terwijl Bassie wacht op de lift.                | Onbekend                                                                     |
| The Temptations (N. Whitfield / B. Strong) | Papa Was a Rollin' Stone           | Adriaan duikt naar de sleutel                                                               | Onbekend                                                                     |
| Rinus van Galen (J. Whitney/A. Kramer)     | Money is the root of all evil      | Droomwereld 'Bassie terug bij Adriaan'                                                      | Music, Music, Music - Martin Gale                                            |
| Rinus van Galen (V. Youmans/I. Ceasar)     | Tea for two                        | Droomwereld 'Bassie terug bij Adriaan'                                                      | Music, Music, Music - Martin Gale                                            |
| Isaac Hayes                                | Theme from Shaft                   | Ontvoering op vliegveld                                                                     | Onbekend                                                                     |
| Maurice Ravel                              | Bolero                             | Droomwereld 'Bassie'                                                                        | Onbekend                                                                     |
| Ennio Morricone                            | El bueno, El feo y el malo         | Droomwereld 'met Mexicanen'                                                                 | The good, the bad and the ugly                                               |
| Ennio Morricone                            | El fuerte                          | Droomwereld 'bij de Mexicanen'                                                              | The good, the bad and the ugly                                               |
| (R. Fuentes/S. Vargas)                     | La Negra                           | Droomwereld 'bij de Mexicanen'                                                              | Aqui Mexico!                                                                 |
| Mike Oldfield                              | Tubular Bells                      | diverse scènes                                                                              | Tubular Bells - Mike Oldfield 1973                                           |
| Rick van der Linden                        | Super dream GT                     | Achtervolging met waterscooter                                                              | GX1-Rick van der Linden                                                      |
| Rick van der Linden                        | GX 1                               | Parachutsprong Adriaan                                                                      | GX1-Rick van der Linden                                                      |
| Harry Forbes                               | Easy work                          | Inpakken van de koffers in de caravan.                                                      | PML63 - New Technology Volume 3 - (1982)                                     |
| John Reids & Frans Peters                  | File                               | B1 & B2 volgen Bassie & Adriaan vanaf het reisbureau richting de kruising Grote Kerkstraat. | Muziekfragmenten voor Dia's en Films (Sfeermuziek voor verschillende scènes) |
| R. Jackson                                 | Datamation                         | B&A krijgen in de gaten dat ze gevolgd worden op weg naar het vliegveld                     |                                                                              |
| Aad van Toor                               | Boevendeuntje                      | wanneer B1 en B2 in beeld verschijnen achter een krant in het vliegtuig                     |                                                                              |

## De diamant(1979-1980)
| Uitvoerder (+ Muziekschrijver)               | Titel                           | Gebruikt in/bij                                                                                  | Album                                                                        |
| -------------------------------------------- | ------------------------------- | ------------------------------------------------------------------------------------------------ | ---------------------------------------------------------------------------- |
| Ennio Morricone                              | El Desierto                     | BB beraamt ontsnapping                                                                           | The good, the bad and the ugly                                               |
| (Carl Teike)                                 | Alte Kameraden - Mars           | Droomwereld 'Acrobaten'                                                                          | Onbekend                                                                     |
| Rinus van Galen (H.Ruby/B.Kalmar)            | Three little words (versneld)   | B&A rennen naar kleermaker                                                                       | Music, Music, Music - Martin Gale                                            |
| John Reids & Frans Peters                    | Move                            | Bassie & Adriaan rijden richting naar het feest                                                  | Stereo muziek voor filmers (Muziekeffecten bij uw films)                     |
| John Reids & Frans Peters                    | Stormy Cruise                   | diverse scènes                                                                                   | Stereo muziek voor filmers (Muziekeffecten bij uw films)                     |
| Focus                                        | Anonymus Two                    | Boeven steken de caravan in brand, achtervolging                                                 | Focus 3                                                                      |
| Focus                                        | Elspeth of Nottingham           | Droomwereld 'De musketiers'                                                                      | Focus 3                                                                      |
| The Ventures                                 | TV-Theme Starksy & Hutch        | Droomwereld 'Barsky en Hutchiaan'                                                                | Greatest TV-Themes-1978 EMI-Bovema                                           |
| John Reids & Frans Peters                    | Haast                           | Droomwereld 'Barsky en Hutchiaan'                                                                | Muziekfragmenten voor Dia's en Films (Sfeermuziek voor verschillende scènes) |
| John Reids & Frans Peters                    | File                            | Droomwereld 'Barsky en Hutchiaan'                                                                | Muziekfragmenten voor Dia's en Films (Sfeermuziek voor verschillende scènes) |
| John Reids & Frans Peters                    | Achtervolging                   | Droomwereld 'Barsky en Hutchiaan'                                                                | Muziekfragmenten voor Dia's en Films (Sfeermuziek voor verschillende scènes) |
| John Reids & Frans Peters                    | Bossanova Girl                  | Droomwereld 'Spiegelbeeld & Buikspreker'                                                         | Stereo muziek voor filmers (Muziekeffecten bij uw films)                     |
| Pierre Moerlen's Gong                        | Crosscurrents                   | Bassie ziet B1 rijden                                                                            | Downwind-Pierre Moerlen's Gong                                               |
| John Reids & Frans Peters                    | Divers Mood                     | Bassie & Adriaan zijn bij het kasteel waar de boeven zich verschuilen & de boeven komen te vroeg | Stereo muziek voor filmers (Muziekeffecten bij uw films)                     |
| Nederlands Blazers Ensemble (Antonín Dvorák) | Serenade in d, op.44            | Droomwereld 'De musketiers'                                                                      | Klassieke top 10 - 1979                                                      |
| John Reids & Frans Peters                    | In Suspence                     | Bassie & Adriaan lopen over de dam                                                               | Stereo muziek voor filmers (Muziekeffecten bij uw films)                     |
| Malando                                      | Tres por diez                   | Droomwereld 'Bassie als leeuwentemmer'                                                           | Onbekend                                                                     |
| Mike Oldfield                                | Tubular Bells                   | diverse scènes                                                                                   | Tubular Bells - Mike Oldfield 1973                                           |
| Rinus van Galen (S.Weis/B.Baum)              | Music! Music! Music! (versneld) | Taartgooiscene                                                                                   | Music, Music, Music - Martin Gale                                            |
| (Glenn Miller)                               | In the Mood                     | Aanval met vliegtuigje                                                                           | Onbekend                                                                     |
| Harry Forbes                                 | Easy work                       |                                                                                                  |                                                                              |
| R. Jackson                                   | Datamation                      | B1 & B2 rijden richting Valkenburg om daar de grens over te gaan naar Duitsland                  | Flashpoint                                                                   |
| Peru                                         | Savane                          | B&A zoeken naar de boeven                                                                        |                                                                              |
| Aad van Toor                                 | Boevendeuntje                   |                                                                                                  |                                                                              |

## De huilende professor(1982)
| Uitvoerder (+ Muziekschrijver) | Titel                    | Gebruikt in/bij               | Album                              |
| ------------------------------ | ------------------------ | ----------------------------- | ---------------------------------- |
| T.H.P. Orchestra               | Theme From S.W.A.T.      | achtervolgingsscènes          | TV Themes 1976                     |
| Geoff Love                     | Tubular Bells            | diverse scenes                | Big terror TV Themes - Geoff Love  |
| Geoff Love                     | Airport '75              | diverse scenes                | Big terror TV Themes - Geoff Love  |
| Vangelis                       | Spiral                   | schuilplaats professor        | Spiral-Vangelis 1977               |
| Jean Michel Jarre              | Magnetic Fields          | achtervolgingsscènes          |                                    |
| John Carpenter                 | Theme From Halloween     | diverse scenes                |                                    |
| Mike Oldfield                  | Tubular Bells            | diverse scenes                | Tubular Bells - Mike Oldfield 1973 |
| Clannad                        | Child Of The Sea         | diverse scenes                | Atlantic Realm                     |
| Clannad                        | Signs Of Life            | professor in griengasmagazijn | Atlantic Realm                     |
| Vangelis                       | Life Of Antarctica       | B&A kijken in de krant        | Antarctica (1983)                  |
| Vangelis                       | Other Side Of Antarctica | hoorspel-droom                | Antarctica (1983)                  |

## Het geheim van de schatkaart(1987)
| Uitvoerder (+ Muziekschrijver)        | Titel                             | Gebruikt in/bij                                                                         | Album                                    |
| ------------------------------------- | --------------------------------- | --------------------------------------------------------------------------------------- | ---------------------------------------- |
| Eric Allen                            | Mastermind                        | Spannende scènes.                                                                       | PML79 - New Technology Volume 4 - (1983) |
| Paul Kass & Robin Artus               | Floater                           | Inbraak.                                                                                | PML63 - New Technology Volume 3 - (1982) |
| Harry Forbes                          | Easy Work                         | Diverse scènes.                                                                         | PML63 - New Technology Volume 3 - (1982) |
| Harry Forbes                          | Sunspots                          | Vlugge Jappie & B2 kijken of de kust veilig is bij het huis om te kunnen inbreken.      | PML63 - New Technology Volume 3 - (1982) |
| Jean Michel Jarre                     | Magnetic Fields 1 deel 1          | Achtervolgingsscènes.                                                                   | Magnetic Fields                          |
| Mike Oldfield                         | Tubular Bells                     | Diverse scènes.                                                                         | Tubular Bells - Mike Oldfield 1973       |
| Rinus van Galen (D.Thomas/R.Freedman) | Sioux City Sue                    | Rommelmarkt.                                                                            | It's Charleston Time - Martin Gale       |
| Rinus van Galen (Fain/Kahal/Norman)   | When I take my sugar to tea       | Taartbakken.                                                                            | It's Charleston Time - Martin Gale       |
| Ivor Slaney                           | Song of Portugal (Spaanse gitaar) | Als Bassie & Adriaan aan het rijden zijn met de auto op Lanzarote.                      | Onbekend                                 |
| Peru                                  | Continents                        | Diverse scènes. Vanaf 2003 niet meer te horen.                                          | Continents - Peru                        |
| Peru                                  | Savane                            | Diverse scènes. Vanaf 2003 niet meer te horen.                                          | Continents - Peru                        |
| Peru                                  | Africa                            | Diverse scènes.                                                                         | Continents - Peru                        |
| Vangelis                              | Pulstar                           | Brand clubgebouw.                                                                       | Albedo 0.39 - Vangelis 1976              |
| Ed Starink/H.Dussen                   | Nerves                            | Vinden "kleine maan".                                                                   | Music for movies 1984                    |
| R. Jackson                            | Datamotion                        | Nadat de boeven verdreven zijn uit het leegstaande huis. Vanaf 2003 niet meer te horen. |                                          |

## De verdwenen kroon(1988)
| Uitvoerder (+ muziekschrijver) | Titel                    | Gebruikt in/bij                                      | Album                                    |
| ------------------------------ | ------------------------ | ---------------------------------------------------- | ---------------------------------------- |
| Harry Forbes                   | Easy Work                | Diverse scènes.                                      | PML63 - New Technology Volume 3 - (1982) |
| Jean Michel Jarre              | Magnetic Fields 1 deel 1 | Achtervolgingsscènes.                                | Magnetic Fields                          |
| Jean-Michel Jarre              | Magnetic Fields 1 deel 3 | achtervolging Vlugge Japie naar de veerpont          | Magnetic Fields                          |
| Jean-Michel Jarre              | Équinoxe IV              | B&A rennen uit bunker nadat ze daar opgesloten waren | Équinoxe                                 |
| Jean-Michel Jarre              | Équinoxe I               | B&A springen van brug op boot                        | Équinoxe                                 |
| Jean-Michel Jarre              | Équinoxe II              | Duikboot met boeven komt boven                       | Équinoxe                                 |

## De verzonken stad(1989)
| Uitvoerder (+ Muziekschrijver) | Titel                     | Gebruikt in/bij                                                         | Album           |
| ------------------------------ | ------------------------- | ----------------------------------------------------------------------- | --------------- |
| Stelios Zafiriou               | Frangosyriani             | B&A kopen een kaart voor Danny, Lara en Robin                           |                 |
| Jean-Michel Jarre              | Équinoxe III              | B&A duiken een steen op                                                 | Équinoxe        |
| Giorgos Zampetas               | Chasapiko (Klasiko)       | B&A zitten in de bus (stukje voor dat Bassie gaat dromen)               |                 |
| Dimitrios Xanopolos            | Glare Pu Petas (a)        | B&A zitten op een terras op Santorini                                   |                 |
| Jean-Michel Jarre              | Magnectic Fields 1 deel 1 | B&A gaan op Santorini terug naar de veerboot achtervolgd door de boeven | Magnetic Fields |
| Clannad                        | The Berbers               |                                                                         | Atlantic Realm  |
| Clannad                        | Predator                  |                                                                         | Atlantic Realm  |
| Clannad                        | Atlantic Realm            | B&A zijn aan het einde van de kloof                                     | Atlantic Realm  |
| Clannad                        | The Kirk Pride            |                                                                         | Atlantic Realm  |
| Clannad                        | In Flight                 |                                                                         | Atlantic Realm  |

## De Geheimzinnige Opdracht(reis door Europa) (1992)
| Uitvoerder/componist    | Titel                    | Gebruikt in/bij                          | Album             |
| ----------------------- | ------------------------ | ---------------------------------------- | ----------------- |
| Vangelis                | Antarctica Echoes        | Scènes waarbij het over de opdracht gaat | Antarctica (1983) |
| Vangelis                | Kinematic                |                                          | Antarctica (1983) |
| Vangelis                | Life of Antarctica       |                                          | Antarctica (1983) |
| Vangelis                | Irlande                  |                                          |                   |
| Clannad                 | Child of the Sea         | Spannende scènes                         | Atlantic Realm    |
| Clannad                 | Under Neptune's Cape     |                                          | Atlantic Realm    |
| Jean-Michel Jarre       | Magnetic Fields 1 deel 1 | Achtervolgingsscènes                     | Magnetic Fields   |
| Dave Bradnum/Bob Weston | Caravanseri              | Als B&A in de sinaasappelplantages zijn  |                   |

## De reis vol verrassingen(reis door Amerika) (1994)
| Uitvoerder (+ Muziekschrijver) | Titel                          | Gebruikt in/bij                           | Album             |
| ------------------------------ | ------------------------------ | ----------------------------------------- | ----------------- |
| Lee Towers                     | New York, New York             | diverse scènes in New york                |                   |
| Lee Towers                     | Los Angeles                    | B&A rijden naar Los Angeles               |                   |
| Chris Payne                    | Declamation                    | show Siegfried en Roy                     |                   |
| John Williams                  | The Magic of Halloween         | B&A in attractie E.T.                     |                   |
| John Williams                  | Indiana Jones March            | B&A in Universal Studios                  |                   |
| Meco (John Williams)           | Star Wars Theme (Disco Versie) | Boeven laten het vliegtuigje opstijgen    |                   |
| Clannad                        | Voyager                        | B&A lopen onder het water (de vissen)     | Atlantic Realm    |
| Clannad                        | Child of the Sea               | bij spanningsscènes                       | Atlantic Realm    |
| Vangelis                       | Antarctic Echoes               | voorlezen opdracht baron                  | Antarctica (1983) |
| Jean-Michel Jarre              | Magnetic Fields 1 deel 1       | bij achtervolgingsscènes                  | Magnetic Fields   |
| Henry Mancini                  | Theme from Hotel               | B&A lopen het hotel uit waar ze zaten     |                   |
| Vangelis                       | Kinematic                      | rennen naar de Grand Canyon               | Antarctica (1983) |
| Vangelis                       | Other Side of Antarctica       | B&A staan bij de rand van de Grand Canyon | Antarctica (1983) |
| Vangelis                       | Theme from Antarctica          | diverse scènes bij de Grand Canyon        | Antarctica (1983) |

## Trivia
Op de site van Adriaan, staat ook een lijst van de achtergrondmuziek van Bassie & Adriaan.